# 1991-es Superbike-világbajnokság
Az 1991-es Superbike-világbajnokság volt a negyedik szezon a sportág történetében. Az április 1-jén kezdődő és október 19-én végződő bajnokságot az amerikai Doug Polen nyerte.

## Versenynaptár
|    | Dátum          | Helyszín           | Versenypálya   | 1. verseny győztese | 2. verseny győztese | Összefoglaló |
| -- | -------------- | ------------------ | -------------- | ------------------- | ------------------- | ------------ |
| 1  | Április 1.     | Egyesült Királyság | Donington      | Doug Polen          | Stéphane Mertens    | Összefoglaló |
| 2  | Április 28.    | Spanyolország      | Jarama         | Doug Polen          | Doug Polen          | Összefoglaló |
| 3  | Június 2.      | Kanada             | Mosport        | Pascal Picotte      | Tom Kipp            | Összefoglaló |
| 4  | Június 9.      | USA                | Brainerd       | Doug Polen          | Doug Polen          | Összefoglaló |
| 5  | Június 30.     | Ausztria           | Zeltweg        | Stéphane Mertens    | Doug Polen          | Összefoglaló |
| 6  | Augusztus 4.   | San Marino         | Misano         | Doug Polen          | Doug Polen          | Összefoglaló |
| 7  | Augusztus 11.  | Svédország         | Anderstorp     | Doug Polen          | Doug Polen          | Összefoglaló |
| 8  | Augusztus 25.  | Japán              | Sugo           | Doug Polen          | Doug Polen          | Összefoglaló |
| 9  | Szeptember 1.  | Malajzia           | Shah Alam      | Raymond Roche       | Raymond Roche       | Összefoglaló |
| 10 | Szeptember 15. | Németország        | Hockenheim     | Doug Polen          | Raymond Roche       | Összefoglaló |
| 11 | Szeptember 29. | Franciaország      | Magny-Cours    | Doug Polen          | Doug Polen          | Összefoglaló |
| 12 | Október 6.     | Olaszország        | Mugello        | Doug Polen          | Raymond Roche       | Összefoglaló |
| 13 | Október 19.    | Ausztrália         | Phillip Island | Kevin Magee         | Doug Polen          | Összefoglaló |

## Végeredmény

### Versenyző
|    | Versenyző            | Gyártó   | Pont | Győzelmek |
| -- | -------------------- | -------- | ---- | --------- |
| 1  | Doug Polen           | Ducati   | 432  | 17        |
| 2  | Raymond Roche        | Ducati   | 282  | 4         |
| 3  | Rob Phillis          | Kawasaki | 267  | 0         |
| 4  | Stéphane Mertens     | Ducati   | 217  | 2         |
| 5  | Fabrizio Pirovano    | Yamaha   | 195  | 0         |
| 6  | Terry Rymer          | Yamaha   | 162  | 0         |
| 7  | Carl Fogarty         | Honda    | 146  | 0         |
| 8  | Fred Merkel          | Honda    | 124  | 0         |
| 9  | Giancarlo Falappa    | Ducati   | 113  | 0         |
| 10 | Davide Tardozzi      | Ducati   | 108  | 0         |
| 11 | Udo Mark             | Yamaha   | 68   | 0         |
| 12 | Jeffry de Vries      | Yamaha   | 66   | 0         |
| 13 | Aaron Slight         | Kawasaki | 65   | 0         |
| 14 | Kevin Magee          | Yamaha   | 63   | 1         |
| 15 | Jari Suhonen         | Yamaha   | 61   | 0         |
| 16 | Juan López Mella     | Honda    | 57   | 0         |
| 17 | Scott Russell        | Kawasaki | 53   | 0         |
| 18 | Daniel Amatriain     | Honda    | 47   | 0         |
| 19 | Edwin Weibel         | Honda    | 41   | 0         |
| 20 | Jean Yves Mounier    | Yamaha   | 41   | 0         |
| 21 | Rob McElnea          | Yamaha   | 35   | 0         |
| 22 | Brian Morrison       | Yamaha   | 33   | 0         |
| 23 | Niall Mackenzie      | Honda    | 33   | 0         |
| 24 | Linnley Clarke       | Yamaha   | 30   | 0         |
| 25 | Yves Brisson         | Honda    | 30   | 0         |
| 26 | Baldassarre Monti    | Honda    | 27   | 0         |
| 27 | Steve Crevier        | Kawasaki | 26   | 0         |
| 28 | Malcolm Campbell     | Honda    | 23   | 0         |
| 29 | Reuben McMurter      | Honda    | 22   | 0         |
| 30 | Massimo Broccoli     | Kawasaki | 21   | 0         |
| 31 | Tom Kipp             | Yamaha   | 20   | 1         |
| 32 | Pascal Picotte       | Yamaha   | 20   | 1         |
| 33 | Scott Doohan         | Yamaha   | 20   | 0         |
| 34 | Benoit Pilon         | Yamaha   | 20   | 0         |
| 35 | Piergiorgio Bontempi | Kawasaki | 18   | 0         |
| 36 | Steve Martin         | Suzuki   | 17   | 0         |
| 37 | John Hopperstad      | Yamaha   | 17   | 0         |
| 38 | Peter Rubatto        | Yamaha   | 17   | 0         |
| 39 | Jacques Guenette     | Kawasaki | 15   | 0         |
| 40 | Michael O’Connor     | Honda    | 14   | 0         |

### Gyártó
| Pos | Manufacturer | Pts |
| --- | ------------ | --- |
| 1   | Ducati       | 489 |
| 2   | Yamaha       | 355 |
| 3   | Kawasaki     | 351 |
| 4   | Honda        | 258 |
| 5   | Suzuki       | 30  |
| 6   | Bimota       | 21  |